# Алюминий. Тринадцатый элемент
«Алюминий. Тринадцатый элемент» (энциклопедия) — первое в России энциклопедическое издание, полностью посвящённое алюминию. Выпущено в рамках издательского проекта «Библиотека РУСАЛа» в конце 2007 года на русском и английском языках тиражом 4000 экз.
В издании рассматриваются различные области применения алюминия — от автомобилестроения и архитектуры до ювелирного дела и моды, а также раскрывается история открытия данного металла, технологии его производства, свойства и преимущества его использования в различных сферах жизни.
Энциклопедия состоит из 9 основных глав, прилагаются указатель терминов и именной указатель. Энциклопедия содержит разнообразный иллюстративный материал на основе российских и мировых фото архивов, музеев, частных собраний.

## Содержание
- Глава 1. История алюминия до начала XIX века. Историческая информация об алюминии в древности; археологические находки, содержащие алюминий; первые исторические упоминания изделий из данного металла; информация о «квасцах» — сложных веществах, в состав которых входит алюминий, технология их производства и сферы применения квасцов в древности и средневековье.
- Глава 2. Открытие металла, или Как медаль нашла героя. Учёные и технологии, связанные с первыми попытками получения алюминия; начало промышленного производства металла и зарождение его производства в разных странах мира; использование криолита; применение алюминия в XIX веке; первые промышленных изделия, выполненных из алюминия.
- Глава 3. От драгоценного металла к промышленному. Различные способы получения металлов начиная с середины XIX века, учёные-первооткрыватели в этой области и роль электричества в получении металла; применение алюминия в конце XIX — начале XX века, использование алюминиевых сплавов в различных сферах жизни того времени.
- Глава 4. Алюминиевое производство в России и СССР в конце XIX — первой половине XX века. Разработка технологий получения алюминия в России, первый отечественный металл и сферы его применения в советское время.
- Глава 5. На современном алюминиевом заводе. Современное производство алюминия в разных странах: используемое сырьё; современные способы, технологии и этапы получения металла; структура потребления металла в мире и объемы производства; процесс производства металла на примере работы современных цехов алюминиевых заводов, переработка и вторичное использование алюминия в мире.
- Глава 6. Металл, цветом и блеском похожий на олово Базовая информация о строении атомов алюминия; различные соединения металла; химические и физические свойства; различные реакции с участием алюминия.
- Глава 7. В земле и за её пределами. Важнейшие минералы, содержащие алюминий (оксид, сульфат, гидроксиды, алюмосиликаты и т. д.); добыча, получение и использование драгоценных камней (рубин, сапфир и т. д.).
- Глава 8. Алюминий вокруг нас. Различные сферы применения металла от упаковки и алюминиевой посуды до использования алюминия в различных отраслях промышленности (авиация и космическая техника, автомобилестроение, электротехника, железная дорога, химическая и топливная промышленность); использование металла в строительстве; алюминий в организме человека.
- Глава 9. Алюминий и искусство. Использование алюминия в архитектуре, скульптуре, мебельной промышленности, интерьере, ювелирном искусстве и моде.
- На пороге алюминиевого века. Роль металла в развитии человечества и будущее алюминия в XXI веке.